# Palmare PlayStation Hidradenitis
La Palmare PlayStation Hidradenitis est une affection de la peau entraînant l'apparition de nodules rouges et douloureux sur la paume des mains. Elle est causée par l'utilisation abusive des manettes de consoles de jeux vidéo.

## Découverte
Cette pathologie a été observée pour la première fois début 2009 chez une fille de 12 ans, qui jouait aux jeux vidéo de manière prolongée. C'est le Dr Vincent Piguet des Hôpitaux universitaires de Genève qui a diagnostiqué et nommé cette maladie nouvelle. Il a d'ailleurs publié un article dans le British Journal of Dermatology.

## Traitement
La cause de l'affection étant mécanique, un simple arrêt complet du jeu permet de faire disparaître les lésions cutanées.